# Leonard Pohoryles
Leonard Pohoryles (ur. 23 lutego 1916 we Lwowie, zm. 9 października 1995) – polski dyplomata, ambasador w Indonezji (1964–1968).

## Życiorys
Działał w Komunistycznym Związku Młodzieży Zachodniej Ukrainy (KZMZU). Ukończył na Uniwersytecie Jana Kazimierza we Lwowie studia prawnicze (1937) oraz ekonomiczne (1938). Po studiach był aplikantem i praktykantem sądowym, a następnie bezrobotnym.
Po zajęciu Lwowa przez Armię Czerwoną pracował na Giełdzie Pracy przy Radzie Związków Zawodowych. Po likwidacji Giełdy był naczelnikiem wydziału planowania oraz zastępcą głównego inżyniera w hucie szkła. Od 1940 należał do Komsomołu, pełnił funkcję jego sekretarza w hucie. Po ataku III Rzeszy w 1941 ewakuował się na tereny Azji Środkowej, gdzie pracował w kołchozach i sowchozach.
W 1945 został zatrudniony jako instruktor w Zarządzie Głównym Związku Patriotów Polskich w Moskwie, a w sierpniu 1945 jako sekretarz odpowiedzialny w Delegacji Polskiej Sowiecko-Polskiej Komisji Mieszanej do Spraw Repatriacji. W 1945 wstąpił do Polskiej Partii Robotniczej. Od czerwca 1946 do 1952 pracował w Ambasadzie w Moskwie jako attaché i kierownik Wydziału Konsularnego, od kwietnia 1947 w stopniu II sekretarza, a od 1949 I sekretarza. W ramach struktur Polskiej Zjednoczonej Partii Robotniczej pełnił tamże funkcje członka egzekutywy (od 1949) oraz sekretarza (od 1951) podstawowej organizacji partyjnej. W 1952 został zatrudniony w centrali Ministerstwa Spraw Zagranicznych. Od 1953 pełnił funkcję p.o. wicedyrektora Departamentu Wojskowego w Ministerstwie Hutnictwa, a od 1954 wicedyrektora Departamentu Planowania tamże. W latach 1964–1968 ambasador w Indonezji, akredytowany także w Malezji.
Syn Karola i Bronisławy. Pochowany na cmentarzu żydowskim na Woli w Warszawie.

## Odznaczenia
- 1946 – Srebrny Krzyż Zasługi „za zasługi na polu ogólno-państwowej pracy”[3]
- 1955 – Medal 10-lecia Polski Ludowej[4]

## Publikacje książkowe
- Leonard Pohoryles, Indonesia Raya, Warszawa: Krajowa Agencja Wydawnicza, 1976, OCLC 830297060. Brak numerów stron w książce
- Leonard Pohoryles, Rok życia niebezpiecznego, Warszawa: Krajowa Agencja Wydawnicza, 1987, ISBN 978-83-03-01619-5. Brak numerów stron w książce